# Zlin Trener
Zlin Z-26 Trener je družina akrobatskih šolskih letal češkega proizvajalca Zlin. Originalnega Z-26 so zasnovali v 1940ih, imel je lesena krila in trup iz jeklenih cevi, kasnejša verzija Z-126 je imela povsem kovinsko krilo. 
Z-26 je zmagal na številnih akrobatskih tekmovanjih. Poleg civilnih uporabnikov, se je uporabljal tudi v vojski.

## Specifikacije(Z-26)
Splošne karakteristike
- Posadka: 2
- Dolžina: 7,490 m (25 ft 5 in)
- Razpon kril: 10,285 m (33 ft 7 in)
- Višina: 2,060 m ()
- Površina kril: 14,62 m² (160,3 ft²)
- Aeroprofil: NACA 2418, NACA 4412
- Teža praznega letala: 505 kg (1122 lb)
- Maks. vzletna teža: 755 kg (1683 lb)

 Zmogljivost 
- Maks. hitrost: 210 km/h (110 vozlov, 126 mph)
- Potovalna hitrost: 185 km/h (97 vozlov, 111 mph)
- Doseg: 600 km (324 nmi, 370 milj)
- Višina leta: 4800 m (15744 ft)
- Hitrost vzpenjanja: 3,3 m/s (649,5 ft/min)
- Obremenitev kril: 51,5 kg/m² (10,5 lb/ft²)

## Specifikacije (Z-726)
Podatki iz Jane's All The World's Aircraft 1976-77; Taylor 1976, pp. 33–34
Splošne karakteristike
- Posadka: 2
- Dolžina: 7,975 m (26 ft 2 in)
- Razpon kril: 9,875 m (32 ft 4¾ in)
- Višina: 2,06 m (6 ft 9 in)
- Površina kril: 14,89 m² (160,3 sq ft)
- Aeroprofil: NACA 2418/NACA 4412
- Teža praznega letala: 700 kg (1543 lb)
- Maks. vzletna teža: 1000 kg (2204 lb)
- Pogon letala: 1 ×  6-valjni zračnohlajeni motor Avia M 137 AZ, 134 kW (180 KM)

 Zmogljivost 
- Maks. hitrost: 236 km/h (127 vozlov, 147 mph)
- Potovalna hitrost: 216 km/h (116 vozlov, 134 mph)
- Hitrost porušitve vzgona: 98 km/h (53 vozlov, 61 mph) (s spuščenimi zakrilci)
- Doseg: 440 km (237 nmi, 273 milj)
- Višina leta: 4500 m (14775 ft)
- Hitrost vzpenjanja: 5,0 m/s (985 ft/min)